# فاجنانو أولونا (إيطاليا)
فانيانو أولونا هي مدينة وبلدية تقع في مقاطعة فاريزي ضمن منطقة لومبارديا في شمال إيطاليا.